# Liste des édifices labellisés « Architecture contemporaine remarquable » de la Guadeloupe
Cet article recense les édifices labellisés « Architecture contemporaine remarquable » de la Guadeloupe, en France.
Le label « Architecture contemporaine remarquable » remplace depuis 2016 l'ancien label « Patrimoine du XXe siècle ». Il ne prend en compte que des édifices de moins de 100 ans à la date de labellisation, et qui ne sont pas protégés comme monuments historiques.
Au début 2024, la Guadeloupe compte un seul édifice ainsi labellisé.

## Liste
| Monument                | Commune     | Adresse           | Coordonnées                         | Notice     | Date | Illustration               |
| ----------------------- | ----------- | ----------------- | ----------------------------------- | ---------- | ---- | -------------------------- |
| Chapelle Sainte-Thérèse | Basse-Terre | Rue Denis-Michaux | 16° 00′ 03″ nord, 61° 44′ 09″ ouest | ACR0001694 | 2022 | Image manquante Téléverser |